# Organització Europea per a la Recerca Nuclear
L'Organització Europea per a la Recerca Nuclear (més coneguda com a CERN, l'acrònim del seu nom original en francès, Conseil Européen pour la Recherche Nucléaire) és una institució de recerca internacional en física de partícules, especialment dedicada al treball amb acceleradors de partícules. Per motius de màrqueting i per evitar la paraula «nuclear», el CERN és conegut actualment com a Laboratori Europeu de Física de partícules tot i que conserva el seu acrònim.
L'any 2019 el laboratori, tenia 2.660 membres del personal científic, tècnic i administratiu, i va acollir uns 12.400 usuaris d'institucions de més de 70 països. El 2016, el CERN va generar 49 petabytes de dades.
La funció principal del CERN és proporcionar els acceleradors de partícules i altres infraestructures necessàries per a la investigació de la física d'altes energies; en conseqüència, s'han construït nombrosos experiments al CERN a través de col·laboracions internacionals. El CERN és la seu del Gran Col·lisionador d'Hadrons (LHC), el col·lisionador de partícules més gran i de més alta d'energia del món.
La seu principal de Meyrin allotja una gran instal·lació informàtica, que s'utilitza principalment per emmagatzemar i analitzar dades d'experiments, així com per simular esdeveniments. Com que els investigadors requereixen accés remot a aquestes instal·lacions, el laboratori ha estat històricament un important centre de xarxa d'àrea àmplia. El CERN fou també el bressol de la World Wide Web.

## Història

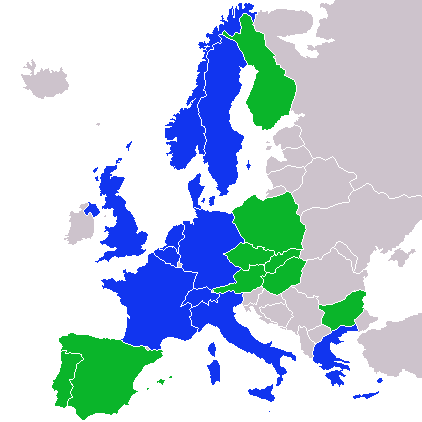
En blau els països fundadors; en verd membres afegits posteriorment.

Fundat el 1954 per 12 països europeus, el CERN és avui en dia un model de col·laboració científica internacional i un dels centres d'investigació més importants del món. Actualment compta amb 22 estats membres, els quals comparteixen el finançament i la presa de decisions al consell de l'organització. A part d'aquests, uns altres 35 països no membres participen en els projectes instal·lats al CERN, utilitzant-ne les instal·lacions. A més vuit estats i organitzacions tenen qualitat d'observadors, participant en les reunions i rebent la documentació del consell del CERN.
El primer gran èxit científic del CERN es va produir el 1984 quan Carlo Rubbia i Simon Van der Meer van obtenir el Premi Nobel de Física pel descobriment dels bosons W i Z. El 1992 li va tocar el torn a Georges Charpak per la invenció i el desenvolupament de detectors de partícules, en particular la cambra proporcional multifil, un tipus molt important de detector de partícules.

### Director general

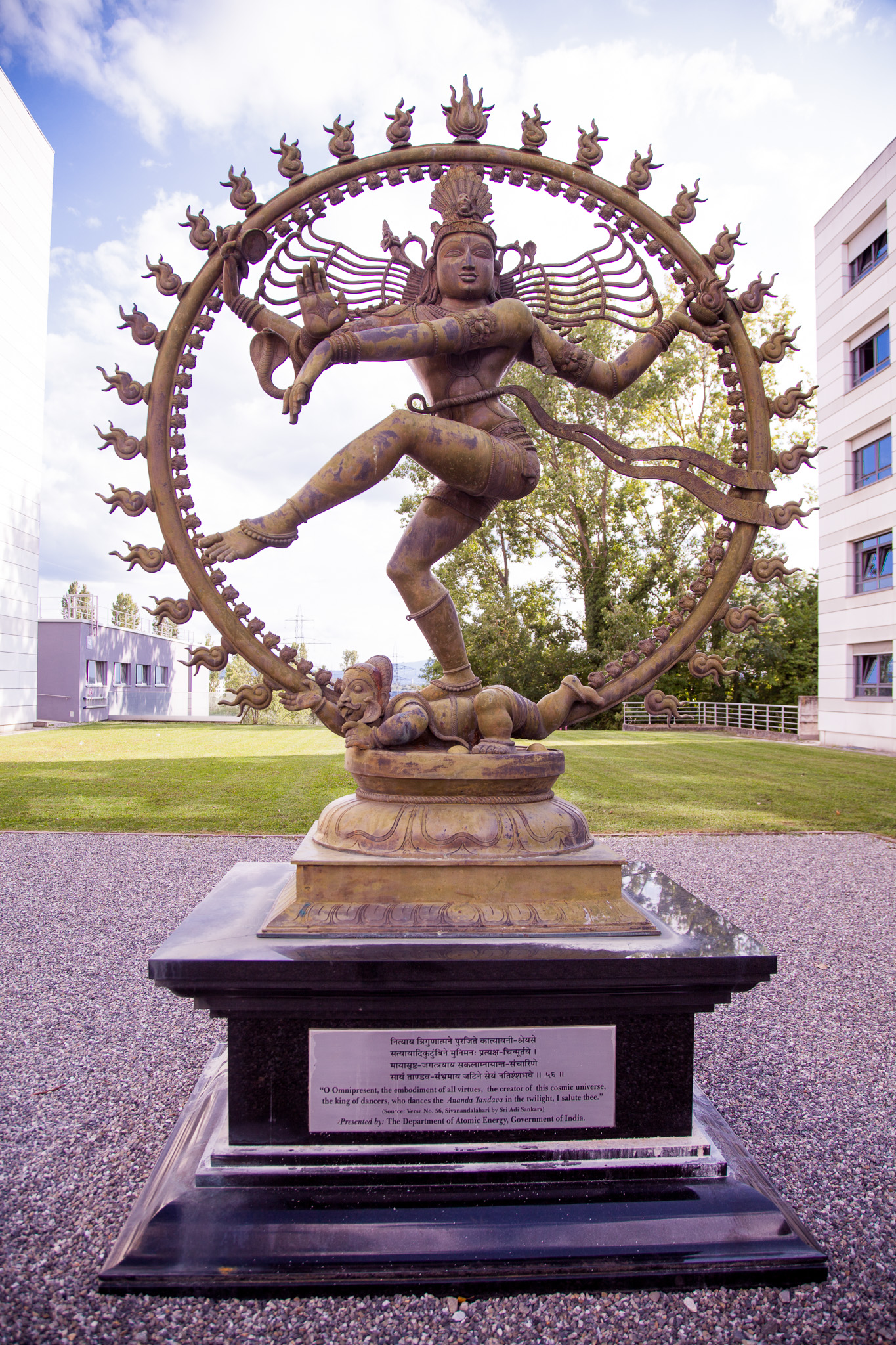
Estàtua de Shiva al CERN

El director general, per tradició científica, és nomenat per l'organització i té una durada en les seves funcions de cinc anys, comptabilitzant des de l'1 de gener. La llista de directors generals que ha tingut el CERN és la següent: Llistat de Directors Generals del CERN

## Instal·lacions
La seu del CERN es troba a Suïssa, a prop de Ginebra i a prop de la frontera amb França. Compta amb una sèrie d'acceleradors de partícules entre els quals destacava el ja desmantellat LEP (Large Electron-Positron Collider, «Gran Col·lisionador Electró-Positró») de 27 km de circumferència i que constitueix la màquina més gran mai construïda. Al seu túnel s'hi va construir i està en funcionament l'LHC (Large Hadron Collider, «Gran Col·lisionador d'Hadrons»), un accelerador protó-protó que funcionarà a major energia i lluminositat (es produiran més col·lisions per segon). S'espera que aquest increment en energia i lluminositat permeti descobrir l'esquiu bosó de Higgs, confirmar o desestimar teories de partícules com les teories supersimètriques o les teories de tecnicolor.
Actualment el CERN opera un conjunt de sis acceleradors de partícules i un desaccelerador. Cada màquina augmenta l'energia dels feixos de partícules abans d'enviar-los a les estacions d'experimentació o al següent accelerador. Els aparells actius són:
- Linac2 i Linac3: Dos acceleradors lineals que generen partícules de baixa energia per injectar-les al sincrotró de protons PS. Un és per a protons i l'altre per a ions pesants.
- PS Booster: augmenta l'energia de les partícules generades pels Linac abans de passar-les a altres acceleradors.
- Sincrotró de protons (PS): De 28 GeV i construït el 1959, encara usat per a alimentar el més potent SPS.
- Super Proton Synchrotron (SPS): Un accelerador circular de 2 km de diàmetre que inicià les seves operacions el 1976. Pot proporcionar 450 GeV. A banda de disposar dels seus propis feixos per a investigació també s'ha utilitzat per a alimentar electrons i positrons cap al ja desaparegut LEP. A partir de 2007 injectarà protons i ions pesants al (LHC).
- On-Line Isotope Mass Separator (ISOLDE): utilitzat per a l'estudi de nuclis inestables. Fou construït el 1967 i millorat el 1974 i el 1992.
- Antiproton Decelerator (AD): Redueix la velocitat dels antiprotons fins a un 10% de la velocitat de la llum per a recerques sobre antimatèria.

L'èxit del CERN no és només la seva capacitat per produir resultats científics de gran interès, sinó també el desenvolupament de noves tecnologies tant informàtiques com industrials. Entre els primers destaca el 1990 la invenció de la World Wide Web (WWW), però no s'han d'oblidar el desenvolupament i manteniment d'importants biblioteques matemàtiques (CERNLIB) usades durant molts anys en la majoria de centres científics, o també sistemes d'emmagatzematge massiu (el LHC emmagatzemarà un volum de dades de l'ordre de diversos Pb cada any). Entre els segons podem esmentar imants de 9 T amb diversos metres, detectors de gran precisió, imants superconductors de gran uniformitat al llarg de diversos quilòmetres, etc. A finals del 2010, els directius del CERN varen anunciar que havien aconseguit produir i capturar àtoms d'antimatèria (antihidrògen) durant més d'una dècima de segon.> Més endavant (juny de 2011) es va publicar que s'havien aconseguit aturar àtoms d'antimatèria durant més de 16 minuts per l'anomenat experiment ALPHA.

## Assoliments científics
S'han aconseguit diversos assoliments importants en la física de partícules mitjançant experiments al CERN. Entre els més destacats:
- 1973: El descobriment de corrents neutres a la cambra de bombolles de Gargamelle.
- 1983: El descobriment dels bosons W i Z en els experiments UA1 i UA2;
- 1989: La determinació del nombre de famílies de neutrins lleugers al Gran Col·lisionador d'Electrons-Positrons (LEP) operant al pic del bosó Z;
- 1995: La primera creació d'àtoms d'antihidrogen a l'experiment PS210.[4]
- 1995–2005: mesura de precisió de la forma de línia Z, basada principalment en dades LEP recollides sobre la ressonància Z de 1990 a 1995;
- 1999: El descobriment de la violació directa de simetria CP a l'experiment NA48.
- 2000: El programa d'ions pesats va descobrir un nou estat de la matèria, el Plasma de quarks i gluons.
- 2010: l'aïllament de 38 àtoms d'antihidrogen.
- 2011: Mantenir l'antihidrogen durant més de 16 minuts.[5]
- 2012: un bosó amb una massa d'uns 125 GeV/c2 consistent amb el bosó de Higgs molt buscat.

El setembre de 2011, el CERN va atreure l'atenció dels mitjans quan la col·laboració OPERA va informar de la detecció de neutrins possiblement més ràpids que la llum. Més proves van demostrar que els resultats eren defectuosos a causa d'un cable de sincronització GPS connectat incorrectament.
El Premi Nobel de Física de 1984 va ser atorgat a Carlo Rubbia i Simon van der Meer pels desenvolupaments que van donar lloc als descobriments dels bosons W i Z. El Premi Nobel de Física de 1992 va ser atorgat a l'investigador del CERN Georges Charpak "per la seva invenció i desenvolupament de detectors de partícules, en particular la cambra proporcional multifilar". El Premi Nobel de Física 2013 va ser atorgat a François Englert i Peter Higgs per la descripció teòrica del mecanisme de Higgs l'any després que el bosó de Higgs fos trobat pels experiments del CERN.
L'any 2013 l'Organització fou guardonada amb el Premi Príncep d'Astúries d'Investigació Científica i Tècnica juntament amb François Englert i Peter Higgs.

## Ciència oberta
El moviment Ciència Oberta (Open Science, en anglès) se centra a fer que la investigació científica sigui obertament accessible i a crear coneixement mitjançant eines i processos oberts. L'accés obert, les dades obertes, el programari i el maquinari de codi obert, les llicències obertes, la preservació digital i la investigació reproduïble són components principals de la ciència oberta i les àrees en les quals ha estat treballant el CERN des de la seva formació.
El CERN ha desenvolupat polítiques i documents oficials que permeten i promouen la ciència oberta, començant amb la convenció fundacional del CERN l'any 1953, que indicava que tots els seus resultats s'havien de publicar o posar a disposició general. Des de llavors, el CERN va publicar la seva política d'accés obert el 2014, que assegura que totes les publicacions dels autors del CERN es publicaran amb accés obert i, més recentment, una política de dades obertes que va ser avalada per les quatre col·laboracions principals de l'LHC (ALICE, ATLAS, CMS i LHCb).
La política de dades obertes complementa la política d'accés obert, abordant la publicació pública de dades científiques recollides pels experiments de l'LHC després d'un període d'embargament adequat. Abans d'aquesta política de dades obertes, cada col·laboració va implementar les directrius per a la preservació, l'accés i la reutilització de les dades individualment mitjançant les seves pròpies polítiques que s'actualitzen quan fos necessari.
L'Estratègia Europea per a la Física de Partícules, un document encarregat pel Consell del CERN que constitueix la pedra angular de la presa de decisions d'Europa per al futur de la física de partícules, es va actualitzar per última vegada el 2020 i va afirmar el paper de l'organització dins del panorama de la ciència oberta afirmant: "La La comunitat de física de partícules hauria de treballar amb les autoritats pertinents per ajudar a donar forma al consens emergent sobre la ciència oberta que s'ha d'adoptar per a la investigació finançada amb fons públics, i hauria de després implementar una política de ciència oberta".
Més enllà del nivell polític, el CERN ha establert una varietat de serveis i eines per habilitar i guiar la ciència oberta al CERN, i en la física de partícules en general. Pel que fa a les publicacions, el CERN ha iniciat i opera un projecte de cooperació global, el Consorci patrocinador per a la publicació d'accés obert en física de partícules, SCOAP3, per convertir articles científics de física d'altes energies en accés obert. El 2018, l'associació SCOAP3 va representar més de 3.000 biblioteques de 44 països i 3 organitzacions intergovernamentals que han treballat col·lectivament per convertir els articles de recerca en física d'altes energies en 11 revistes líders de la disciplina en accés obert.
Diversos serveis basats en el CERN poden oferir resultats públics en funció del seu cas d'ús: el portal de dades obertes del CERN, Zenodo, el servidor de documents del CERN, INSPIRE i HEPData són els serveis bàsics utilitzats per els investigadors i la comunitat del CERN, així com la comunitat més àmplia de física d'altes energies per a la publicació dels seus documents, dades, programari, multimèdia, etc. Els esforços del CERN per a la preservació i la investigació reproduïble es representen millor per un conjunt de serveis que s'ocupen de tot el cicle de vida de l'anàlisi de la física, com ara dades, programari i entorn informàtic. CERN Analysis Preservation ajuda els investigadors a preservar i documentar els diferents components de les seves anàlisis físiques. REANA (Anàlisis reutilitzables) permet deixar instància d'anàlisis de dades de recerca conservades al núvol.
Tots els serveis es construeixen utilitzant programari de codi obert i s'esforcen pel compliment dels principis del millor esforç, com els principis FAIR, les directrius FORCE11 i el Pla S, tot tenint en compte les activitats rellevants realitzades per la Comissió Europea.